# Florentino Ameghino (Misiones)
Florentino Ameghino is een plaats in het Argentijnse bestuurlijke gebied San Javier in de provincie Misiones. De plaats telt 1.979 inwoners.